# Aulospongus cerebella
Aulospongus cerebella är en svampdjursart som först beskrevs av Dickinson 1945.  Aulospongus cerebella ingår i släktet Aulospongus och familjen Raspailiidae. Inga underarter finns listade i Catalogue of Life.